# Куфонин, Сергей Фёдорович
Сергей Фёдорович Куфонин (25 сентября 1920 — 24 февраля 1979) — советский лётчик-штурмовик,
штурман 135-го штурмового авиационного полка 308-й штурмовой авиационной дивизии 3-го штурмового авиационного корпуса 1-й воздушной армии, участник Великой Отечественной войны, Герой Советского Союза. Его именем названа улица в Перми.

## Биография
Сергей Фёдорович Куфонин родился 25 сентября 1920 года в селе Троица (ныне — Пермский район Пермского края). У него было 2 старших брата, Василий и Георгий, и сестра Соня. C 1923 года его семья жила в Мотовилихе (сейчас — Мотовилихинский район Перми) на 1-й Висимской улице в доме № 2. Его отец, Фёдор Иванович, поступил на работу на Пермский машиностроительный завод имени В. И. Ленина (сейчас — ОАО «Мотовилихинские заводы») подсобным рабочим в один из горячих цехов. Учился Сергей Куфонин в школе № 47. В 1938 году работал на Пермском машиностроительном заводе имени Ленина, в цехе № 2, вступил в комсомол и Пермский аэроклуб. В 1940 году окончил Молотовское авиационное училище.
Во время Великой Отечественной войны в качестве штурмана 135-го штурмового авиационного полка 308-й штурмовой авиационной дивизии 3-го штурмового авиационного корпуса воевал на Юго-Западном фронте, участвовал в Сталинградской битве, затем — в боях на Брянском, 1-м и 2-м Прибалтийских, 3-м Белорусском и 1-м Украинском фронтах. В 1943 году вступил в КПСС. В боях под Вильнюсом руководил операцией по уничтожению вражеского аэродрома в районе Шауляя. Затем, командуя группой из 24-х штурмовиков, обеспечил прорыв советских танковых и стрелковых частей в районе станции Вилкавишкис, нанеся удар по танкам, артиллерии и пехоте противника. В 1944 году Куфонин активно участвовал в Белорусской наступательной операции. У деревень Жабыки, Брюховцы и Батраковцы Дубровенского района Витебской области он подавил огонь зенитной батареи, взорвал склад с боеприпасами, уничтожил пять автомашин. 24 июня 1944 года вблизи деревень Малая Выдрица и Малая Оршитца Оршанского района группой штурмовиков, ведомой Куфониным, были уничтожены склады с горючим и боеприпасами, три автомашины, три повозки и приблизительно 1 взвод вражеской пехоты. К августу 1944 года сделал 108 боевых вылетов против скоплений войск и военной техники противника и сбил 4 вражеских самолёта. 23 августа 1945 года указом Президиума Верховного Совета СССР «за образцовое выполнение боевых заданий командования на фронте борьбы с немецко-фашистским захватчиками и проявленные при этом мужество и героизм» майору Сергею Фёдоровичу Куфонину было присвоено звание Героя Советского Союза с вручением ордена Ленина и медали «Золотая Звезда» (№ 4814).
После войны Куфонин продолжил службы в ВВС. В 1955 году окончил Военно-воздушную академию. Неоднократно принимал участие в воздушных парадах над Красной площадью в Москве. В 1975 году вышел в отставку в звании полковника.
В последние годы жизни часто приезжал в Пермь, встречался с учащимися школ и техникумов, молодыми рабочими. Был почётным членом бригады коммунистического труда цеха № 2 завода имени Ленина, почётным курсантом Пермского речного училища, почётным пионером школы № 47.

Могила Куфонина на Кунцевском кладбище Москвы.

Умер в Москве 24 февраля 1979 года. Похоронен на Кунцевском кладбище в Москве.

## Память
В 1985 году имя Куфонина было присвоено улице в микрорайоне Парковый Дзержинского района Перми (до этого улица называлась 1-я Мулянская).

## Награды
- Герой Советского Союза (1945);
- орден Ленина (1945);
- два ордена Красного Знамени (1942, 1945);
- орден Александра Невского (1944);
- орден Отечественной войны II степени (1943);
- орден Красной Звезды;
- медали.